# Bābā ġanūsh
El bābā ġanūsh (en árabe: بَابَا غَنُوش‎) o baba ġanuŷ (بَابَا غَنُّوج) es una pasta a base de puré de berenjena típica de la cocina árabe y mediterránea. Se suele comer con pan de pita. Una variante es el mutabbal, que incluye labne (yogur griego). El nombre bābā ġanūsh significa literalmente ‘papá mimado’, ‘papá consentido’.

## Características
El principal ingrediente es la berenjena asada, que se mezcla con tahina (semillas de sésamo o ajonjolí molidas), zumo de limón, ajo, jarabe de granadas y comino. En el momento de consumirlo, se aliña con aceite de oliva y con frecuencia se le añaden pepitas de granada, o bien se usa el zumo de esta fruta en el aliño, mezclado con el aceite. 
La tradición popular dice que este es un plato dulce y seductor, que resulta difícil dejar de comer una vez se ha empezado, y que las mujeres que lo consumen habitualmente adquieren sus mismas características de dulzura y seducción. La tradición más moralista dice que, por eso, hay que ser prudente en su consumo, pues puede poner en peligro la virtud.